# Ordre paramaçonnique
Cet article court présente un sujet plus développé dans : Masonic bodies, Odd Fellows, Société amicale et Rite forestier.
Dans le domaine de la franc-maçonnerie, l'expression ordre paramaçonnique est parfois utilisée en français pour désigner :
- des ordres initiatiques reprenant, dans leurs valeurs ou dans leur mode d'organisation, le modèle maçonnique, tels que les ordres martinistes ou l'Ordre des Élus Coëns ;
- les masonic bodies nord-américains ;
- certaines sociétés amicales du monde anglo-américain, lorsqu'elles s'inspirent fortement du modèle maçonnique ;
- certaines sociétés mutualistes qui tirent leurs histoires des Rites forestiers.

En revanche, cette expression française ne recouvre pas :
- les obédiences maçonniques mixtes (dénommées « Co-Freemasonry » aux États-Unis) ;
- les obédiences maçonniques strictement féminines (inconnues aux États-Unis) ;
- les obédiences maçonniques noires américaines (dites Prince Hall) ;

lesquelles sont toutes considérées en français comme des obédiences maçonniques, régulières ou non, selon les conceptions.